# ناملات مصقلبة
الناملات المصقلبة (الاسم العلمي: Cyclopedidae) هي فصيلة من الحيوانات تتبع رتبة الثدييات المشعرة من طائفة الثدييات.

## أجناس
- آكل النمل الحريري
  - آكل النمل الصغير